# Stellaris (videogioco 1995)
(Frase tipica di Frida Friday, nell'edizione televisiva, quando veniva commesso un errore)
Stellaris è una serie di videogiochi del genere avventura grafica prodotti dalla Sacis International e dalla Softimage per Rai 1.
Il primo episodio andò in onda dal 1995 nel programma contenitore per ragazzi Solletico su Rai 1. Gli episodi vennero adattati anche in edizione per PC per Windows 3.11, 95 e 98 nel corso del 1996.
Fra gli autori della serie figura Francesco Artibani.

## Modalità di gioco
Il gioco consiste in una storia interattiva dove le scene sono mostrate come cartoni animati.
- Nell'edizione televisiva si giocava con un telefono a frequenza come controller, o più frequentemente dettando le proprie scelte al presentatore. Telefonando alla redazione Rai si attivava un dispositivo convertitore di segnale il quale convertiva i toni del telefono in comandi per il computer. Il presentatore televisivo illustrava i controlli al giocatore, che aveva un limite di tempo per risolvere i quesiti e andare avanti nel gioco.
- Nella versione PC come controller si utilizzano mouse e tastiera. L'interfaccia grafica è differente, poiché oltre all'ambiente viene mostrata anche una cornice che contorna le immagini del gioco. In questa versione alcuni enigmi sono stati eliminati per rendere meno frustrante l'avanzamento tra i livelli e alcuni filmati sono stati eliminati.

## Personaggi
- Professor Magnus: progettatore di Stellaris, un grande parco di divertimenti sotto il quale si cela una centrale elettrica che produce energia con la gioia dei visitatori paganti del parco. Tanto intelligente quanto distratto, rende le missioni di Max e Silvia ancora più complicate. Parla con un leggero accento inglese.
- Max: è il nipote del professor Magnus e fratello di Silvia. Scatenato e iperattivo, sveglio e intelligente con un carattere simpatico ma impetuoso che di tanto in tanto lo mette nei guai.
- Silvia: è nipote del professor Magnus e sorella di Max. Completamente diversa dal fratello è tranquilla e ragionatrice. Non perde mai la testa, anche di fronte a pericolo.
- G.R.(E.T.A.) K2: governante Robotica Elettro Tata Automatizzata mod. K2. È una delle tante invenzioni del professor Magnus, una sorta di piccolo genio della lampada. Parla con un forte accento inglese.
- Il cane Ciccio: ozioso e sonnacchioso, volenteroso e generoso, duro di comprendonio ma fedele e buono, almeno fino a quando la sua beneamata Silvia non è in pericolo. La fame cronica è la sua peggior nemica.
- La dottoressa Frida Friday: collega e rivale di Magnus. Fredda e affascinante è, come tutti i cattivi, megalomane ed esibizionista. È cattiva e odia Magnus e i suoi nipoti. Parla con un forte accento tedesco ed ha una voce quasi maschile.
- Il Generale Tritolo: il braccio destro della dottoressa Friday. Ignorante e irruente, rozzo e guerrafondaio all'inverosimile.
- Urlo, Strillo e Bacillo: sono i tre sgherri di Frida Friday. Tre esseri sintetici, metà umanoidi e metà animali. Stupidi e fedeli. Pronti a tutto per servire la loro padrona.

## Episodi
Gli episodi per PC della serie si dividono in due serie di quattro episodi l'una:
Prima serie (ordinata secondo il numero dei padiglioni mostrati del filmato iniziale di ogni gioco):
- La pietra di Nettuno: la dottoressa Frida Friday riesce a introdursi nel mainframe di Stellaris togliendo alimentazione all'intero parco. Magnus rimane intrappolato nell'ascensore del laboratorio, ma riesce comunque a contattare Max e Silvia incaricando loro di recuperare il silicio rosso, una pietra che installata nel mainframe ridarebbe l'energia necessaria a far ripartire il tutto. La pietra è però incastonata in una gigantesca statua del dio Nettuno, che Capitan Barracuda, un feroce corsaro, custodisce gelosamente nella sua stiva.
- Il mostro di argilla: Frida Friday, sempre intenta a mettere le mani su Stellaris, colpisce Magnus con un Raggio Invertitore, scambiandolo di corpo con il cane Ciccio. Max, Silvia e G.R.E.T.A. K2 devono cercare l'aiuto del Dottor Tenebra, un altro scienziato che vive relegato nella sua spettrale magione: Villa Tenebra. Tuttavia, Tenebra ha altri grattacapi di cui occuparsi: un golem aizzatogli contro dalla stessa Frida lo tiene bloccato nel suo laboratorio. L'unico modo per eliminare questa minaccia è ritrovare le pagine del grande libro degli incantesimi.
- Il compleanno di Medusa: Frida ha convinto l'antipatica e insensibile Medusa, un mostro marino che vive relegato in un antro nel mondo di Atlantis, a tenere prigionieri Magnus e Ciccio. Medusa acconsentirà a liberarli solamente se Max e Silvia le faranno un regalo di compleanno, cosa che non ha mai ricevuto finora.
- Sfida a Starcity: Frida Friday ha attaccato la città western di Starcity, insieme ai suoi sgherri Urlo, Strillo e Bacillo e al Generale Tritolo. Essi hanno bloccato qualsiasi accesso alla città e imprigionato lo sceriffo Kid Due Pistole. Max e Silvia dovranno sconfiggerla ancora una volta.

Seconda serie (ordinata secondo il Club Stellaris):
- I Micronauti: il micromondo di Vegetalia, popolato da ogni sorta di insetti, è sconvolto dall'arrivo della talpa meccanica di Frieda, che ha distrutto il formicaio della Regina Carmilla. Max e Silvia, dopo essersi rimpiccioliti, dovranno prestare il loro aiuto a Carmilla portando in salvo le formichine della sua nidiata, quindi distruggere il mostro meccanico.
- La guardiana dell'infinito
- Il giardino sepolto
- La città di cristallo